# Gliese 317 c
Gliese 317 c is een exoplaneet die in 2700 dagen rond de rode dwerg Gliese 317 draait, op een afstand van gemiddeld 2,9 AE. Omwille van de hoge massa, ongeveer 263,9 maal die van de aarde, neemt men aan dat het om een gasreus gaat.
De exoplaneet werd in 2007 ontdekt door John A. Johnson en R. Paul Butler met de "radialesnelheidsmethode".